# Быстрова, Вера (легкоатлетка)
Ве́ра Ильи́нична Быстро́ва (27 августа 1924 или 27 августа 1927, Толмачёво, Сибирский край — 9 января 2020 — советская легкоатлетка (бег на короткие и средние дистанции), бронзовый призёр Студенческих игр 1951 года, неоднократная чемпионка и рекордсменка[уточнить] СССР в беге на 200 и 400 метров (1947—1953). Участница спортивного парада физкультурников на стадионе Динамо в Москве в 1947 году.

## Биография
Родилась в поселке Толмачево Новосибирской области 27 августа 1924[уточнить] года.
В 1944 году поступила на учёбу в Ленинградский институт точной механики и оптики (ЛИТМО), который находился в это время в эвакуации в Новосибирске, и начала заниматься легкой атлетикой. После возвращения института из эвакуации переехала в Ленинград.
В 1946 года перевелась в Государственный дважды орденоносный институт физической культуры (ГДОИФК) им. П. Ф. Лесгафта, окончила институт в 1950 году. Тренировалась под руководством тренера Дмитрия Павловича Ионова.
Специализация — барьерный бег, эстафета, спринт на дистанциях 100, 200, 400, 800 м.
Выступала за ДСО Медик, Скиф, Большевик (Ленинград).
В 1955 году закончила спортивные выступления, долго и плодотворно работала тренером-преподавателем, затем заместителем декана по физической культуре в Ленинградском электротехническом институте им. Ульянова (Ленина).
Удостоена медали «Почетный Лесгафтовец» (2010).
Похоронена на Богословском кладбище Санкт-Петербурга.

## Спортивные результаты
- Неоднократная чемпионка ВЦСПС, ДСО «Медик», «Скиф», «Большевик» (1948—1954 гг.)
- Неоднократная победительница и призёр первенства Ленинграда по легкой атлетике (1949—1954).
- Соратница по спортивным соревнованиям и подруга таких спортсменок, как Галина Ганекер, Клавдия Точёнова, Галина Зыбина, Л. С. Керим-Заде, А. Ф. Якушева.

### Соревнования
| Год  | Соревнование      | Город            | Дистанция | Дата         | Результат | Место | Видео/Фото/ Кинограмма |
| ---- | ----------------- | ---------------- | --------- | ------------ | --------- | ----- | ---------------------- |
| 1951 | Студенческие игры | Восточный Берлин | 400 м     | август       | 58,4      | III   |                        |
| 1953 | Студенческие игры | Бухарест         |           | 2—16 августа |           |       |                        |

| Год  | Город     | Дистанция        | Дата                    | Результат | Место |
| ---- | --------- | ---------------- | ----------------------- | --------- | ----- |
| 1947 | Харьков   | 400 м            | 29 августа — 5 сентября | 58,7      | III   |
| 1948 | Харьков   | 400 м            | 11 сентября             | 58,2      | II    |
| 1949 | Москва    | 400 м            | 8 сентября              | 58,1      | III   |
| 1950 | Киев      | 200 м            | 17—23 сентября          | 25,0      | III   |
| 1950 | Киев      | 400 м            | 17—23 сентября          | 56,9      | III   |
| 1950 | Киев      | Эстафета 4×100 м | 17—23 сентября          | 48,7      | II    |
| 1950 | Киев      | Эстафета 4×200 м | 17—23 сентября          | 1.42,6    | II    |
| 1951 | Минск     | 400 м            | 26 августа — 1 сентября | 56,5 PB   | II    |
| 1951 | Минск     | Эстафета 4×100 м | 26 августа — 1 сентября | 48,5      | II    |
| 1951 | Минск     | Эстафета 4×200 м | 26 августа — 1 сентября | 1.43,2    | III   |
| 1952 | Ленинград | 200 м            | 24—30 августа           | 26,3      | III   |
| 1952 | Ленинград | Эстафета 4×200 м | 24—30 августа           | 1.41,6    | I     |
| 1953 | Москва    | Эстафета 4×200 м | 23—25 августа           | 1.39,9    | III   |

1. ↑  Состав команды: Вера Калашникова, Вера Быстрова, Александра Ус, Зоя Петрова
2. ↑  Состав команды: Вера Быстрова, Валентина Ивлева, Александра Ус, Зоя Петрова
3. ↑  Состав команды: Анна Александрова, Валентина Литуева, Вера Быстрова, Зоя Петрова
4. ↑  Состав команды: Анна Александрова, Валентина Литуева, Вера Быстрова, Зоя Петрова
5. ↑  Состав команды: Флора Казанцева, Вера Быстрова, Зоя Петрова, Вера Калашникова
6. ↑  Состав команды: Анна Александрова, Злата Лобынцева, Вера Быстрова, Полина Солопова[англ.]

| Год  | Соревнование        | Город    | Дистанция | Дата          | Результат | Место | Видео/Фото/ Кинограмма |
| ---- | ------------------- | -------- | --------- | ------------- | --------- | ----- | ---------------------- |
| 1950 | СССР — Румыния      | Бухарест |           | 21—22 октября |           |       |                        |
| 1950 | СССР — Чехословакия | Прага    |           | 29—30 октября |           |       |                        |